# Mélusine (réacteur)
Pour les articles homonymes, voir Mélusine.
Mélusine était le premier réacteur nucléaire de recherche de type piscine en France. Il était localisé sur le Polygone scientifique de Grenoble et a été démantelé en 2012.

## Fonctionnement de 1958 à 1988
Le centre d'études nucléaire de Grenoble a été fondé en 1956. Deux ans plus tard, le réacteur Mélusine est entré en divergence le 30 juin 1958 et a été utilisé jusqu'en 1988. Sa puissance était à l'origine de 1 mégawatt thermique puis a été portée à 8 mégawatts thermique en 1971.
Depuis 1955, les États-Unis mettaient à disposition du CEA de l'uranium très enrichi en uranium-235 (20% puis 90 % et 93 %). Ce nouveau combustible, que la France ne pouvait pas fabriquer à l'époque, a permis au CEA de construire Mélusine, ce premier réacteur de recherche français de type piscine. Il était refroidi, modéré et protégé par de l'eau ordinaire - moins onéreuse que l'eau lourde, et possédait l'avantage d'être plus compact et plus facile d'accès,  et de fournir des flux de neutrons plus intenses que les piles à eau lourde telles que la pile Zoé, EL2 et EL3.
L'ingénieur Marcel Trioulaire a été chargé de diriger la réalisation des piles Mélusine et Triton en liaison avec des sociétés industrielles privées telles qu'Indatom.
La pile Mélusine était destinée aux études de neutronique, de physique des solides, de chimie sous rayonnement, à la production de radioéléments, l'analyse par activation, l'étude de radioéléments à vie courte ou encore à l'étude des transferts thermiques.

## Démantèlement depuis 1994
La mise à l’arrêt définitif de Mélusine a été prononcée en 1994. En janvier 2004 est publié le décret autorisant le CEA à procéder à la modification du réacteur Mélusine en vue de son démantèlement et de son déclassement. En 2010, le démantèlement de la piscine est terminé. Les travaux d’assainissement et de démantèlement se sont terminés fin 2012.
En 2011, Mélusine est radiée de la liste des installations nucléaires de base (INB n°19).
Deux autres piles, Siloé et Siloette, ont été démantelées au CEA Grenoble. En 2013, le démantèlement du site est presque terminé, il reste encore à démolir les bâtiments ayant accueilli Mélusine et Siloé.